# Comuna Huruiești, Bacău
Huruiești este o comună în județul Bacău, Moldova, România, formată din satele Căpotești, Florești, Fundoaia, Huruiești (reședința), Ocheni, Perchiu și Prădaiș.

## Așezare
Comuna se află în sud-estul județului, la limita cu județul Vrancea, în bazinul hidrografic al râului Gârlești. Este străbătută de șoseaua județeană DJ252, care o leagă spre nord de Găiceana, Pâncești, Parincea, Ungureni și Buhoci (unde se termină în DN2F) și spre sud în județul Vrancea de Homocea (unde se intersectează cu DN11A), Ploscuțeni și mai departe în județul Galați de Buciumeni, Nicorești și Cosmești (unde se termină în DN24). Din acest drum, la Prădaiș se ramifică șoseaua județeană DJ252C, care duce spre nord-vest la Tătărăști, Corbasca și Pâncești.

## Demografie
Componența etnică a comunei Huruiești
     Români (94,23%)
     Alte etnii (0%)
     Necunoscută (5,77%)
Componența confesională a comunei Huruiești
     Ortodocși (93,54%)
     Alte religii (0,49%)
     Necunoscută (5,96%)
Conform recensământului efectuat în 2021, populația comunei Huruiești se ridică la 2.029 de locuitori, în scădere față de recensământul anterior din 2011, când fuseseră înregistrați 2.578 de locuitori. Majoritatea locuitorilor sunt români (94,23%), iar pentru 5,77% nu se cunoaște apartenența etnică. Din punct de vedere confesional, majoritatea locuitorilor sunt ortodocși (93,54%), iar pentru 5,96% nu se cunoaște apartenența confesională.

## Politică și administrație
Comuna Huruiești este administrată de un primar și un consiliu local compus din 11 consilieri. Primarul, Marian Zăbrăuțanu[*], de la Partidul Social Democrat, este în funcție din octombrie 2020. Începând cu alegerile locale din 2024, consiliul local are următoarea componență pe partide politice:
|  | Partid                    | Consilieri | Componența Consiliului | Componența Consiliului | Componența Consiliului | Componența Consiliului | Componența Consiliului | Componența Consiliului | Componența Consiliului | Componența Consiliului | Componența Consiliului |
|  | ------------------------- | ---------- | ---------------------- | ---------------------- | ---------------------- | ---------------------- | ---------------------- | ---------------------- | ---------------------- | ---------------------- | ---------------------- |
|  | Partidul Social Democrat  | 9          |                        |                        |                        |                        |                        |                        |                        |                        |                        |
|  | Partidul Național Liberal | 2          |                        |                        |                        |                        |                        |                        |                        |                        |                        |

## Istorie
La sfârșitul secolului al XIX-lea, comuna făcea parte din plasa Berheci a județului Tecuci și era formată din satele Căpotești, Dumbrava, Gălești, Huruești, Nedelcu, Perchiu, Prădaeșu și Șarba, având în total 1506 locuitori ce trăiau în 293 de case. În comună existau patru biserici (la Căpotești, Gălești, Huruești și Șendrești) și o școală cu 25 de elevi. La acea vreme, pe teritoriul actual al comunei mai funcționa în aceeași plasă și comuna Condrăchești, formată din satele Condrăchești, Drăgești, Florești, Fundoaia, Gherdana și Ocheni, având 1877 de locuitori ce trăiau în 314 case. În comuna Condrăchești erau cinci biserici (una în fiecare sat), trei mori de vânt și o școală cu 30 de elevi (dintre care o fată) deschisă în 1867.
Anuarul Socec din 1925 consemnează cele două comune în plasa Găiceana a aceluiași județ și având aceeași compoziție. Comuna Huruiești avea 1575 de locuitori, iar comuna Condrăchești — 1636. În 1931, comuna Huruești a fost desființată, iar satele ei au fost împărțite între comunele Florești (noul nume al fostei comune Condrăchești) și Corni.
În 1950, comunele Corni și Florești au fost tranferate raionului Răchitoasa din regiunea Bârlad și apoi (după 1956) raionului Adjud din regiunea Bacău; între timp, comuna Huruiești s-a reînființat. În 1968, comunele Huruești și Florești au trecut la județul Bacău; comuna Florești a fost imediat desființată și inclusă în comuna Huruiești. Tot atunci, satele Condrache (fost Condrăchești), Nedelcu și Șarba au fost desființate și comasate respectiv cu satele Fundoaia, Prădaiș și Huruiești.

## Monumente istorice
Două obiective din comuna Huruiești sunt incluse în lista monumentelor istorice din județul Bacău ca monumente de interes local. Unul este un sit arheologic, aflat „la Mănăstire”, la 2 km nord de Ocheni, sit ce cuprinde urmele unei așezări eneolitice, aparținând culturii Cucuteni, faza A. Celălalt, clasificat ca monument de arhitectură, este biserica de lemn „Sfântul Ioan Botezătorul”, ridicată în 1799 și reparată în 1845, aflată în satul Fundoaia.

## Personalități
- Vasile Pârvan (1882 - 1927), istoric, arheolog.